# 可能質數
在數論上，可能質數（probable prime，縮寫為PRP）指的是一個滿足所有質數都會滿足、但多數合成數都不會滿足的特定條件的數。不同的可能質數會有不同的條件。雖說一些可能質數會是合成數（也就所謂的偽質數），但一般會透過條件的選取讓這種狀況變得少見。
像例如一個基於費馬小定理的費馬合成數測試，其原理如次：在給定一個n的狀況下，選取一個不是n的倍數的數a（一般會在{\displaystyle 1<a<n-1}的範圍中選取a），然後計算{\displaystyle a^{n-1}{\pmod {n}}}。若結果不是1，則n是合成數；若結果是1，那n就有可能是質數，這種情況下，可稱n是以a為底的可能質數。一個以a為底的弱可能質數指的是一個以a為底的可能質數，但這個可能質數不是以a為底的強可能質數。
對於固定的底a，一個以之為底的合成數不太可能會是可能質數（也就所謂的偽質數），像例如說在不大於{\displaystyle 25\times 10^{9}}的數字中，有11,408,012,595個奇合成數，但只有21,853個以2為底的偽質數；:1005相比之下在同樣的區間中有1,091,987,404個奇質數。

## 性質
質數可能性是高效質數判定演算法的基礎，而這類演算法被應用於密碼學中。這些演算法通常在本質上是隨機化的。這主意背後的想法是盡管對於任意固定的底a而言，都有實際上是合成數的以a為底的可能質數，因此會期望說對於任意的合成數n，存在一個{\displaystyle P<1}，使得在隨機選取a時，n是以a為底的偽質數的機率不會超過P。在這種狀況下，假如重複類似的操作k次，每次都選取新的a，那麼n是以a為底的偽質數的機率就不會大於{\displaystyle P^{k}}。有鑑於{\displaystyle P^{k}}指數性遞減之故，因此只需要選取適量的k，就能把機率壓低到可忽略地小（相對電腦硬體出現錯誤的機率等而言）的程度。
然而壞消息是，由於卡邁克爾數之故，上述的理論是對於弱可能質數而言是不成立的；不過對於諸如強可能質數（像例如由米勒-拉賓質數判定法給出的那些，其中{\displaystyle P={\frac {1}{4}}}）或歐拉可能質數（由梭羅維-施特拉森質數測試給出，其中{\displaystyle P={\frac {1}{2}}}）等對質數可能性測試更精進的想法而言，上述的理論是成立的。
即使在需要使用確定性質數判定證明的狀況下，一個有用的步驟是先使用隨機化質數判定法，這可迅速（且確定）地去掉絕大多數的合成數。
有時質數判定測試會與小的偽質數表一起使用，好快速確定小於特定門檻的數字的質數性。

## 變體
一個以a為底的歐拉可能質數是一個較強的理論指出的可能是質數的正整數，其中對於任意的質數p，{\displaystyle a^{\frac {(p-1)}{2}}\equiv ({\tfrac {a}{p}}){\pmod {p}}}，其中{\displaystyle ({\tfrac {a}{p}})}是雅可比符號。
一個是合成數歐拉可能質又稱以a為底的歐拉-雅可比偽質數。最小的以2為底的歐拉-雅可比偽質數是561。:1004在小於{\displaystyle 25\times 10^{9}}的數字中，有11347個以2為底的歐拉-雅可比偽質數。:1005
這測試可利用1的平方根除以p必然等於1或-1這件事實來改進。而這可藉由{\displaystyle n=2^{s}\cdot d+1}這點（其中d是奇數）達成。若n滿足以下條件，則稱n是以a為底的強可能質數：
{\displaystyle a^{d}\equiv 1{\pmod {n}},\;}
或
{\displaystyle a^{d\cdot 2^{r}}\equiv -1{\pmod {n}}{\text{ for some }}0\leq r\leq s-1.\,}
一個實際上是合成數的以a為底的強可能質數又稱為以a為底的強偽質數。所有以a為底的強偽質數也都是在相同底下的歐拉可能質數，但反過來不盡然成立。
最小的以2為底的2強偽質數是2047。:1004在小於{\displaystyle 25\times 10^{9}}的數字中，有4842個以2為底的2強偽質數。:1005
此外也有基於盧卡斯數列的盧卡斯可能質數。盧卡斯可能質數可單獨使用。另外貝里-PSW質數判定法是混合盧卡斯測試和強可能質數測試的質數判定法。

### 測試是否為強可能質數的範例
以下為測試97是否是以2為底的強可能質數的步驟：
- 第一步：找到使得{\displaystyle 96=d\cdot 2^{s}}的{\displaystyle d}和{\displaystyle s}，其中{\displaystyle d}是奇數。
  - 先從{\displaystyle s=0}開始，此時{\displaystyle d}會是96。
  - 慢慢增加{\displaystyle s}，之後會發現說{\displaystyle d=3}且{\displaystyle s=5}，而這是因為{\displaystyle 96=3\cdot 2^{5}}之故。
- 第二步：在{\displaystyle 1<a<97-1}的範圍內選取{\displaystyle a}，此處選取{\displaystyle a=2}。
- 第三步：計算{\displaystyle a^{d}{\bmod {n}}}，也就是計算{\displaystyle 2^{3}{\bmod {9}}7}。由於這不同餘於1之故，因此測試下一個條件。
- 第四步：在{\displaystyle 0\leq r<s}的範圍內計算{\displaystyle 2^{3\cdot 2^{r}}{\bmod {9}}7}。假若其中一個的結果與96同餘，那97是可能質數；不然97就篤定是合成數。以下是對各個{\displaystyle r}運算的結果：
  - {\displaystyle r=0:2^{3}\equiv 8{\pmod {97}}}
  - {\displaystyle r=1:2^{6}\equiv 64{\pmod {97}}}
  - {\displaystyle r=2:2^{12}\equiv 22{\pmod {97}}}
  - {\displaystyle r=3:2^{24}\equiv 96{\pmod {97}}}
- 因此，97是以2為底的強可能質數，也因此是以2為底的可能質數。

## 外部連結
- The prime glossary – Probable prime （页面存档备份，存于）
- The PRP Top 10000 (the largest known probable primes) （页面存档备份，存于）